# Canadian Professional Soccer League (1983)
La Canadian Professional Soccer League (CPSL) fue una liga de fútbol profesional de Canadá que se jugó solamente en 1983. El torneo fue a nivel nacional y participaron 6 equipos de tres provincias canadienses. 
El torneo se jugó desde el 21 de mayo hasta el 1 de agosto. Se usó el sistema de puntos estándar de la FIFA (2 por una victoria, 1 por un empate), y el formato fue una fase regular y la ronda final para definir al campeón. Los Edmonton Eagles fueron los ganadores de la competencia tras vencer en la final a los Hamilton Steelers por 2-0. La CPSL cerró sus operaciones en ese mismo año.

## Equipos participantes
| Equipo              | Ciudad            | Estadio                 |
| ------------------- | ----------------- | ----------------------- |
| Calgary Mustangs    | Calgary, Alberta  | Mewata Stadium          |
| Edmonton Eagles     | Edmonton, Alberta | Clarke Stadium          |
| Hamilton Steelers   | Hamilton, Ontario | Ivor Wynne Stadium      |
| FC Inter-Montréal   | Montreal, Quebec  | Estadio Jarry Park      |
| Mississauga Croatia | Toronto, Ontario  | Centennial Park Stadium |
| Toronto Nationals   | Toronto, Ontario  | Varsity Stadium         |

## Tabla de posiciones
|  | Pos. | Equipos                | PJ | G | E | P | GF | GC | Dif. | Pts. |
|  | ---- | ---------------------- | -- | - | - | - | -- | -- | ---- | ---- |
|  | 1    | Edmonton Eagles        | 10 | 7 | 3 | 0 | 24 | 6  | +18  | 17   |
|  | 2    | Hamilton Steelers      | 12 | 4 | 4 | 4 | 22 | 20 | +2   | 12   |
|  | 3    | FC Inter-Montréal      | 8  | 5 | 1 | 2 | 15 | 8  | +7   | 11   |
|  | 4    | Mississauga Croatia SC | 13 | 4 | 1 | 8 | 16 | 31 | -15  | 9    |
|  | 5    | Calgary Mustangs       | 12 | 2 | 4 | 6 | 13 | 21 | -8   | 8    |
|  | 6    | Toronto Nationals      | 7  | 2 | 1 | 4 | 11 | 15 | -4   | 5    |

|  | Fase final                                 |
|  | Equipo retirado a mediados de la temporada |

## Fase final
|  | Semifinales         | Semifinales         | Semifinales       | Semifinales       |   |                 | Final           | Final | Final |  |
|  |                     |                     |                   |                   |   |                 |                 |       |       |  |
|  |                     |                     |                   |                   |   |                 |                 |       |       |  |
|  | Edmonton Eagles     | Edmonton Eagles     | 2                 | 2                 |   |                 |                 |       |       |  |
|  | Edmonton Eagles     | Edmonton Eagles     | 2                 | 2                 |   |                 |                 |       |       |  |
|  | Calgary Mustangs    | Calgary Mustangs    | 1                 | 1                 |   |                 |                 |       |       |  |
|  | Calgary Mustangs    | Calgary Mustangs    | 1                 | 1                 |   | Edmonton Eagles | Edmonton Eagles | 2     |       |  |
|  |                     |                     |                   |                   |   | Edmonton Eagles | Edmonton Eagles | 2     |       |  |
|  |                     |                     | Hamilton Steelers | Hamilton Steelers | 0 |                 |                 |       |       |  |
|  | Hamilton Steelers   | Hamilton Steelers   | Hamilton Steelers | Hamilton Steelers | 0 | 2               | 4 (2)           |       |       |  |
|  | Hamilton Steelers   | Hamilton Steelers   |                   |                   |   | 2               | 4 (2)           |       |       |  |
|  | Mississauga Croatia | Mississauga Croatia | 3                 | 1 (0)             |   |                 |                 |       |       |  |
|  | Mississauga Croatia | Mississauga Croatia | 3                 | 1 (0)             |   |                 |                 |       |       |  |
|  |                     |                     |                   |                   |   |                 |                 |       |       |  |

| Bandera de Canadá       |
| Campeón Edmonton Eagles |